# Dilia de Lagané
Koordinaten: 15° 10′ 0″ N, 12° 10′ 0″ O
Die Dilia de Lagané, regional auch Dilia genannt, ist ein fast linear verlaufendes Tal in den Regionen Zinder und Diffa im Südosten des westafrikanischen Staates Niger. 

## Lage
Es erstreckt sich über eine Länge von rund 200 km vom Termit-Massiv in südöstlicher Richtung durch die Landschaft Manga bis zum ehemaligen Seeufer des Mega-Tschadsees und führte in den humiden Phasen des Tschadbeckens einen Fluss. Dies erkennt man heute noch an dem trichterförmigen Talausgang in der Wüste Tal nahe der Stadt N’Guigmi.
Das Tal ist nur spärlich besiedelt. Zu den wenigen Dörfern im Tal zählen das namensgebende Lagané und Kossotori. Die Dilia de Lagané entstand wahrscheinlich durch einen Grabenbruch.

## Klima
Das heutige Klima ist arid, es fallen nur 200 mm Niederschlag im Jahr. Die Vegetation hat sich diesem Klima angepasst. In den nördlichen Abschnitten wird sie von der Vegetationszone der Sahara beherrscht, in den mittleren Abschnitten von der Gras- und Strauchsavanne südlich der Sahara. Im Süden, in der Ebene des Tschadsees, beginnt die Akazien-Savanne der Sahelzone. 

## Fauna
Die Avifauna soll eine Population von 50.000 bis 100.000 Vögeln umfassen. So leben in diesem Gebiet der Fuchsfalke (Falco alopex), die Arabientrappe (Ardeotis arabs), die Nubiertrappe (Neotis nuba), die Nordafrikanische Lachtaube (Streptopelia roseogrisea), der Wüstenuhu (Bubo ascalaphus), die Prachtnachtschwalbe (Caprimulgus eximius), der Perlbartvogel (Trachyphonus margaritatus), der Wüstenspecht (Dendropicos elachus), die Wüstenläuferlerche (Alaemon alaudipes), der Sperlingsvogel (Eremalauda dunni), die Schuppenkopfprinie (Spiloptila clamans), der Timalien (Turdoides fulva), der Star (Lamprotornis pulcher), der Rußheckensänger (Cercotrichas podobe), der Wüstensperling (Passer simplex) und der Braunrücken-Goldsperling (Passer luteus). BirdLife International benennt die Dilia de Lagané als ein bedeutendes Vogelrevier (Important Bird Area). 
Seit 1996 vergeben die Behörden Nigers spezielle Jagdlizenzen für dieses Gebiet, wovon die Bestände der Trappen besonders betroffen sind.